# Natural Computing (revue)
Natural Computing est une revue scientifique  qui couvre les thèmes de recherche en informatique naturelle. Elle est publiée par Springer Verlag aux Pays Bas depuis 2002.

## Description
Le natural computing ou « intelligence naturelle » fait référence aux processus de calcul observés dans la nature, et aux calculs conçus par l'homme et inspirés par la nature. L'informatique naturelle se caractérise par l'utilisation métaphorique de concepts, de principes et de mécanismes sous-jacents aux systèmes naturels. L'informatique naturelle comprend les algorithmes évolutifs, les réseaux de neurones, l'informatique moléculaire et l'informatique quantique.
La revue Natural Computing accepte des articles sur la théorie, les expériences et les applications de l'informatique naturelle d'un point de vue très large.
La revue publie un volume annuel composé de 4 numéros trimestriels. À titre d'illustration, le volume 18, de 2019, comporte environ 950 pages. Le rédacteur en chef de la revue est Joost N. Kok, de l'université de Twente, assistée de Lila Kari, de l'université Western Ontario.
Il existe aussi une collection de livres appelée Natural Computing Series.

## Résumés et indexation
Le journal est répertorié dans les bases de données usuelles de Springer, et notamment :  Current Contents/Engineering, Computing & Technology, Mathematical Reviews, Science Citation Index, Scopus, DBLP et Zentralblatt MATH. 
D'après le SCImago Journal Rank, la revue a en 2019 un facteur d'impact de 0,42 et se classe dans le 3e quartile de la catégorie des journaux d'informatique et de ses applications. Le site Bioxbio: Journal Impact donne le facteur d'impact 0.860 pour 2017. Le site de la revue est plus généreux et donne 1,495 pour 2019.